# 亀井源太郎
亀井 源太郎（かめい げんたろう、1970年10月24日 - ）は、日本の法学者。専門は、刑法・刑事訴訟法。慶應義塾大学法学部教授。東京都出身。

## 経歴
1989年、慶應義塾高等学校、1993年、慶應義塾大学法学部法律学科卒。学部時代は井田良のゼミに所属。東京都立大学大学院社会科学研究科基礎法学専攻博士課程単位取得中退、東京都立大学法学部助手、同助教授、首都大学東京法科大学院（大学院社会科学研究科法曹養成専攻）准教授、同教授。2007年、東京都立大学より博士（法学）取得。指導教授は前田雅英。慶應義塾大学法学部准教授を経て同教授。
専門は共同正犯論であり、刑事手続も視野に入れた方法論を提唱する。また、刑事実体法と刑事手続法の交錯領域についての研究でも知られる。

## 人物
父はジャーナリストの亀井淳、母は翻訳家の亀井よし子。

## 主要業績
- 『正犯と共犯を区別するということ』（弘文堂、2005年11月）、ISBN 433535357X

　同書の書評
　　・清水真「捜査研究658号」50頁以下
　　・照沼亮介「刑事法ジャーナル5号」168頁以下
- 本間一也・城下裕二・丹羽正夫編『New Live 刑事法』(2009年6月・成文堂)（共著）
- 笠井治・前田雅英編『ケースブック刑法[第2版]』(2008年4月・弘文堂) （共著）
- 笠井治・前田雅英編『ケースブック刑事訴訟法[第2版]』(2008年4月・弘文堂) （共著）
- 笠井治・前田雅英編『ケースブック刑法』(2007年3月・弘文堂) （共著）
- 笠井治・前田雅英編『ケースブック刑事訴訟法』(2007年3月・弘文堂) （共著）
- 特定非営利活動法人シロガネ・サイバーポール編『インターネット法律相談所』（リックテレコム、2004年11月）（共著）、ISBN 4897975972
- 島伸一編『ロースクール生のための刑事法総合演習』（現代人文社、2004年3月）（共著）、ISBN 4877981942

## 門下生
- 丸橋昌太郎　信州大学 先鋭領域融合研究群 社会基盤研究所 教授
- 濱田新 信州大学 経法学部総合法律学科 准教授
- 尾崎愛美　筑波大学 ビジネスサイエンス系 准教授